# Mercedes-AMG F1 W15 E Performance
Chronologie des modèles (2024)
Mercedes-AMG F1 W14 E Performance Mercedes-AMG F1 W16 E Performance
La Mercedes AMG F1 W15 E Performance est la monoplace de Formule 1 engagée par l'écurie allemande Mercedes-AMG Petronas Formula One Team dans le cadre de la saison 2024 du championnat du monde de Formule 1. Elle est pilotée par les Britanniques Lewis Hamilton et George Russell.

## Résultats en championnat du monde de Formule 1
| Saison | Écurie                                 | Moteur                                                  | Pneus   | Pilotes        | Courses | Courses | Courses | Courses | Courses | Courses | Courses | Courses | Courses | Courses | Courses | Courses | Courses | Courses | Courses | Courses | Courses | Courses | Courses | Courses | Courses | Courses | Courses | Courses | Points inscrits | Classement |
| Saison | Écurie                                 | Moteur                                                  | Pneus   | Pilotes        | 1       | 2       | 3       | 4       | 5       | 6       | 7       | 8       | 9       | 10      | 11      | 12      | 13      | 14      | 15      | 16      | 17      | 18      | 19      | 20      | 21      | 22      | 23      | 24      | Points inscrits | Classement |
| ------ | -------------------------------------- | ------------------------------------------------------- | ------- | -------------- | ------- | ------- | ------- | ------- | ------- | ------- | ------- | ------- | ------- | ------- | ------- | ------- | ------- | ------- | ------- | ------- | ------- | ------- | ------- | ------- | ------- | ------- | ------- | ------- | --------------- | ---------- |
| 2024   | Mercedes-AMG Petronas Formula One Team | Mercedes-AMG V6 turbo hybride F1 M15 E Performance 1.6L | Pirelli |                | BAH     | SAU     | AUS     | JAP     | CHI     | MIA     | EMI     | MON     | CAN     | ESP     | AUT     | GBR     | HON     | BEL     | P-B     | ITA     | AZE     | SIN     | USA     | MEX     | SAO     | LAS     | QAT     | ABU     | 468             | 4e         |
| 2024   | Mercedes-AMG Petronas Formula One Team | Mercedes-AMG V6 turbo hybride F1 M15 E Performance 1.6L | Pirelli | Lewis Hamilton | 7e      | 9e      | Abd.    | 9e      | 9e      | 6e      | 6e      | 7e      | 4e      | 3e      | 4e      | 1er     | 3e      | 1er     | 8e      | 5e      | 9e      | 6e      | Abd.    | 4e      | 10e     | 2e      | 12e     | 4e      | 468             | 4e         |
| 2024   | Mercedes-AMG Petronas Formula One Team | Mercedes-AMG V6 turbo hybride F1 M15 E Performance 1.6L | Pirelli | George Russell | 5e      | 6e      | 17e*    | 7e      | 6e      | 8e      | 7e      | 5e      | 3e      | 4e      | 1er     | Abd.    | 8e      | Dsq.    | 7e      | 7e      | 3e      | 4e      | 6e      | 5e      | 4e      | 1er     | 4e      | 5e      | 468             | 4e         |

Légende : ici 
- *Le pilote n'a pas terminé la course mais est classé pour avoir parcouru 90% de la distance.